# Froudeho číslo

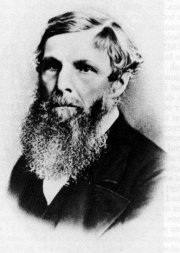
William Froude

Froudeho číslo (nazývané také Froudovo číslo) je podobnostní číslo, které se používá při zkoumání pohybu prostředí s vyšší hustotou, když probíhající jevy ovlivňuje gravitace. Pojmenované je po Williamovi Froudeovi a označuje se Fr.
Hodnota je dána vztahem (např.,):
{\displaystyle Fr={\frac {v}{\sqrt {gl}}}},    nebo    {\displaystyle Fr={\frac {v^{2}}{gl}}}
kde {\displaystyle v} je střední průřezová rychlost proudění (m·s−1), {\displaystyle g} je gravitační zrychlení (m·s−2) a {\displaystyle l} je charakteristický rozměr (m), v případě otevřených koryt obvykle střední hloubka {\displaystyle y_{s}},
{\displaystyle y_{s}={S \over B}}
kde {\displaystyle S} je průtočná plocha (m2) a {\displaystyle B} je šířka koryta v hladině (m).
Dnes se běžně používá tvar s odmocninou, ve starší tuzemské literatuře a v literatuře sovětské se používal spíše tvar mocninný.

## Využití
Využívá se například při popisu pohybu lodí ve vodě. Taktéž charakterizuje jev, který se nazývá fluidizace. Při fluidizaci jde o nadnášení vrstvy tuhého materiálu tekutinou, nebo vzduchem.
Hodnota Froudeova čísla udává typ proudění v otevřeném korytě. Při hodnotě Fr=1 nastává v korytě tzv. kritické proudění o minimální specifické energii proudu, které je rozmezím mezi říčním (Fr<1) a bystřinným prouděním (Fr>1).
Froudeho číslo je v zásadě poměr střední průřezové rychlosti proudění a postupové rychlosti malých gravitačních vln na hladině. Toho lze v terénu využít pro odhad charakteru proudění - disturbancí (např. vhozením předmětu do vody) vyvolané vlny se v případě říčního proudění šíří i proti proudu, při kritickém proudění stojí čelo vln na místě, a v bystřinném proudění jsou vlny spláchnuty po proudu